# Alerte quatre minutes
 (décembre 2021).
L’alerte de quatre minutes était un système d’alerte public conçu par le gouvernement britannique pendant la guerre froide et appliqué de 1953 à 1992. Ce nom tire son origine de la durée approximative à partir du moment où une attaque de missiles nucléaires soviétique contre le Royaume-Uni pouvait être confirmée et l'impact de ces missiles sur leurs cibles. La population devait être avertie au moyen de sirènes anti-aériennes, de la télévision et de la radio, afin d'être incitée à se mettre immédiatement à l'abri. En pratique, l'alerte aurait été plus probablement de trois minutes ou moins.

## Système d'alerte

### Détails de base
L’alerte serait déclenché par la détection de missiles et d’avions entrant au Royaume-Uni. Au début de la guerre froide, l'observatoire de Jodrell Bank était utilisée pour détecter et suivre les missiles entrants, tout en continuant à être utilisée pour la recherche astronomique.
Pendant la guerre froide, la Royal Air Force et le Bureau de l'intérieur se sont affrontés pour déterminer qui était responsable du système d'alerte. Ce n'était pas pour une raison pratique ou technique, mais plutôt pour savoir qui serait blâmé si une fausse alarme était déclenchée ou si une attaque se produisait sans alerte. Dans les années 1980, l'alerte devait être donné sur l'ordre d'un officier d'alerte de l'Organisation de surveillance du Bureau de l'Intérieur en poste sur la base de la RAF de High Wycombe.
À partir du début des années 1960, la détection initiale de l'attaque serait assurée principalement par la station BMEWS de la RAF à Fylingdales dans le North Yorkshire. Là, de puissants radars suivraient les missiles entrants et permettraient de confirmer les cibles.
Le gouvernement britannique n'était pas le principal bénéficiaire du site BMEWS, étant donné qu'il ne recevrait que ce que Solly Zuckerman avait décrit en 1960 comme "un délai d'alerte de 5 minutes au maximum" d'une attaque. Les États-Unis sont le partenaire militaire et technologique le plus important du Royaume-Uni, et son commandement stratégique aérien disposera d'un préavis de 30 minutes au moment où la station de Fylingdales détecterait un missile se dirigeant vers le continent américain.

### UKWMO et le ROC

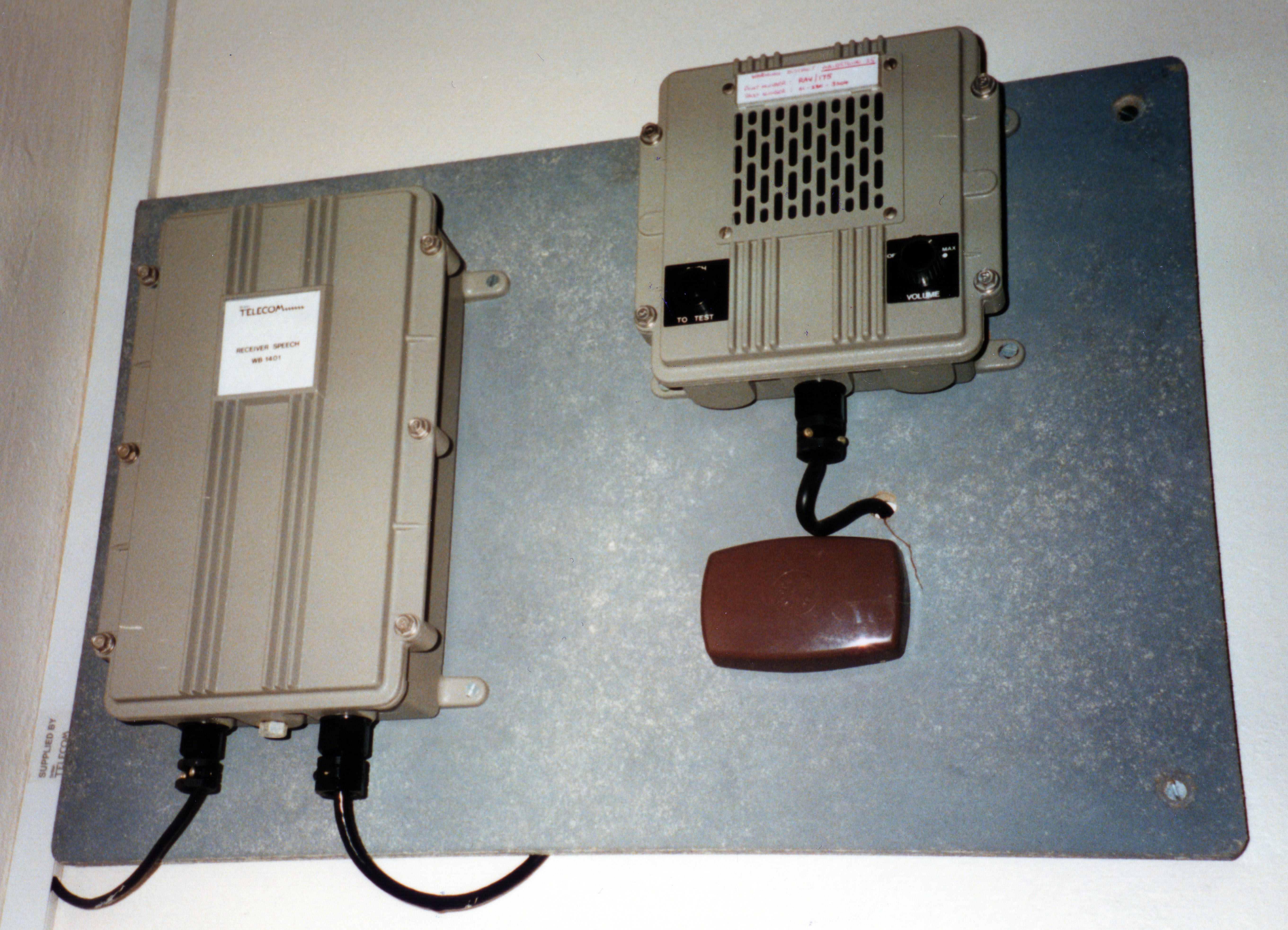
Récepteur d'alerte WB1401

L’Organisation britannique d’alerte et de surveillance (UKWMO) du Centre régional d’opérations aériennes du Royaume-Uni (RAOC britannique) situé au Headquarters Bomber Command, renommé Strike Command Operations Centre en 1968 à High Wycombe, avait la responsabilité d'alerter le pays de toute attaque aérienne imminente. Une fois l'alerte déclenchée, les réseaux de télévision et de radio locaux et nationaux diffuseraient un message d'avertissement (le message d'avertissement provenait d'un studio d'urgence situé à la BBC Broadcasting House à Londres). Simultanément, le système national de sirènes d’attaque aérienne serait mis en service. Un système, qui utilisait la même fréquence sur les lignes téléphoniques normales que l’horloge parlante en temps de paix, a été utilisé à cet effet. L’activation du commutateur à clé alerterait les 250 points de contrôle du transporteur ou CCP nationaux présents dans les postes de police du pays. À leur tour, les CCP, via un signal acheminé sur des lignes téléphoniques ordinaires, déclencheraient 7 000 sirènes alimentées. Dans les zones rurales, environ 11 000 sirènes actionnées manuellement seraient gérées par des maîtres de poste, des officiers de police ruraux ou des membres du corps royal d'observation (même les prêtres, les magistrats, les sous-maîtres de poste ou les simples citoyens pourraient être impliqués dans certaines zones rurales isolées).
Les vingt-cinq centres de contrôles de groupe du Royal Observer Corps (ROC) étaient reliés au système. En cas de retombées radioactives ultérieures, des avertissements de retombées locales pourraient être générés à partir des contrôles de groupe sur une base très localisée sur le même système à ondes porteuses.
Le système d'alerte national a connu de nombreux changements au fil des ans. Au cours des années 1960 et 1970, une grande partie de la planification de la protection civile des autorités locales au Royaume-Uni est devenue obsolète, le système d’alerte WB400/WB600 a pourtant été maintenu. Le principal problème du système était que de nombreuses lignes téléphoniques nécessaires devaient être commutées manuellement en période de tension antérieure à la guerre par les ingénieurs en téléphonie de Post Office. Les liens n’ont pas été durcis contre les effets de l’EMP. À la fin des années 1970 et au début des années 1980, les craintes accrues et les tensions ont conduit à la reprise de la planification d'urgence et à la modernisation de nombreux systèmes. Les systèmes obsolètes WB400/WB600 ont été remplacés par le tout nouvel équipement WB1400, les liaisons de communication sont devenues permanentes et protégées contre les perturbations de l’EMP.

### Sirène
Le système de sirène national issu de la Seconde Guerre mondiale avait un rôle secondaire d’avertissement général, en particulier en cas d’inondation imminente. Après la fin de la guerre froide, on pensait qu'un système téléphonique était plus approprié pour les avertissements nationaux et moins coûteux à entretenir. En outre, le gouvernement conserve la capacité d'intervenir dans les émissions de télévision et de radio afin d'alerter le grand public et a le pouvoir légal de reprendre le contrôle éditorial de la BBC pendant une urgence nationale régie par la Charte de la BBC et la loi de 1980 sur la radiodiffusion.
Le système national de sirènes a été en grande partie démantelé au cours des années 90. Le gouvernement britannique a invoqué l'utilisation croissante des fenêtres à double vitrage (qui rendent les sirènes plus difficiles à entendre) et la probabilité réduite d'une attaque aérienne pour justifier l'élimination du système dans la plupart des régions du pays. Certaines zones côtières et fluviales ont conservé et testent régulièrement les sirènes dans le cadre du système de protection contre les inondations. Depuis 1952, l’hôpital Broadmoor a mis en place un réseau de 14 sirènes pour alerter de l'évasion de patients; ce dernier est testé tous les lundis à 10h. Les sirènes de l'hôpital doivent être retirées en 2018, à l'exception de celles situées dans l'enceinte de l'hôpital. L’hôpital Carstairs conserve également ses sirènes, qui sont testées tous les mois. Dans certaines villes, les sirènes étaient autrefois utilisées pour appeler des pompiers volontaires jusqu'à l'introduction du téléavertisseur radio dans les années 1970. Ces sirènes «autonomes» fonctionnaient indépendamment du réseau d'alerte.

## Exemple de script
Ce qui suit est un script qui aurait été diffusé en cas d’attaque, disponible à la BBC. Il a été enregistré par Peter Donaldson, animateur en chef de la continuité pour BBC Radio 4:
« Ici le service de diffusion en temps de guerre. Le pays a été attaqué avec des armes nucléaires. Les communications ont été gravement perturbées. Le nombre de victimes et l'ampleur des dégâts ne sont pas encore connus. Nous vous apporterons de plus amples informations dès que possible. Pendant ce temps, restez à l'écoute de cette longueur d'onde, restez calme et restez chez vous.
N'oubliez pas qu'il n'y a rien à gagner à essayer de vous échapper. En quittant votre domicile, vous pourriez vous exposer à un plus grand danger.
Si vous partez, vous risquez de vous retrouver sans nourriture, sans eau, sans hébergement et sans protection. Les retombées radioactives, qui font suite à une explosion nucléaire, sont beaucoup plus dangereuses si vous y êtes directement exposé à l'air libre. Les toits et les murs offrent une protection substantielle. L'endroit le plus sûr est à l'intérieur. Assurez-vous que le gaz et les autres sources de carburant sont fermés et que tous les incendies sont éteints. Si de l'eau courante est disponible, elle peut être utilisée pour lutter contre l'incendie. Vous devez également remplir tous vos conteneurs d’eau potable une fois les incendies éteints, car l’alimentation en eau de distribution risque de ne plus être disponible très longtemps.
L'eau ne doit pas être utilisée pour les toilettes: jusqu'à ce que l'on vous dise que les toilettes peuvent être réutilisées, d'autres aménagements de toilettes doivent être faits. Utilisez votre eau uniquement pour boire et pour cuisiner. L'eau signifie la vie. Ne le gaspille pas.
Faites durer vos stocks alimentaires: rationnez votre stock, car il peut durer 14 jours ou plus. Si vous avez des aliments frais dans la maison, utilisez-les d'abord pour éviter de les gaspiller: les aliments en conserve se conserveront.
Si vous habitez dans une région où un avertissement de retombée a été donné, restez dans votre pièce de secours jusqu'à ce qu'on vous dise qu'il est sûr de sortir. Lorsque le danger immédiat est passé, les sirènes retentiront. Le message "fin d'alerte" sera également donné sur cette longueur d'onde. Si vous quittez la salle de secours pour vous rendre aux toilettes ou pour vous réapprovisionner en nourriture ou en eau, ne restez pas à l'extérieur de la salle une minute de plus que nécessaire.
En aucun cas, ne sortez de la maison. Les retombées radioactives peuvent tuer. Vous ne pouvez pas les voir ou les sentir, mais elles sont bien là. Si vous sortez, votre famille sera en danger et vous pourriez mourir. Restez dans votre abri jusqu'à ce qu'on vous dise qu'il est sûr de sortir ou que vous entendiez le "tout est sûr" par les sirènes.
Voici à nouveau les points essentiels: restez chez vous et si vous habitez dans une région où un avertissement de retombée a été donné, restez dans votre abri de protection jusqu'à ce que l'on vous dise qu'il est sûr de sortir. Le message indiquant que le danger immédiat est passé sera donné par les sirènes et répété sur cette longueur d'onde. Assurez-vous que l'alimentation en gaz et en carburant est coupée et que tous les incendies sont éteints. L'eau doit être rationnée et utilisée uniquement à des fins essentielles de consommation et de cuisson. Elle ne doit pas être utilisée pour le rinçage des toilettes. Rationnez votre réserve de nourriture - elle devra peut-être durer 14 jours ou plus.
Nous serons en ondes toutes les heures, heure après heure. Restez à l'écoute de cette longueur d'onde, mais éteignez vos radios maintenant pour économiser vos piles. C'est la fin de cette émission. »

## Impact culturel
La guerre froide et la peur des attaques nucléaires ont imprégné la culture populaire jusque dans les années 1990. Les exemples incluent la chanson "Four Minute Warning" du groupe punk britannique Chaos UK (EP "Burning Britain", 1982), le poème "Your Attention Please" de Peter Porter, une chanson solo du chanteur de Take That, Mark Owen, et " Four Minutes "de Roger Waters (de Pink Floyd) sur son album solo, Radio KAOS, en 1987. John Paul Jones interprète une chanson intitulée" 4-Minute Warning "sur l'album de 1988 de Brian Eno, Music for Films III. Une piste  de l'album de Radiohead, Bonus Disc 2007 In Rainbows Disk 2 s'intitule "4 Minute Warning".
L’avertissement de quatre minutes était une intrigue centrale et un dispositif narratif dans les drames (sur scène et à l’écran) et dans les romans, constituant souvent la force motrice des pièces, des films, des romans et des bandes dessinées. Threads, de la BBC, décrit comment la société se désintègre après un holocauste nucléaire se concentre sur une attaque contre Sheffield. The War Game décrit également l'avertissement de quatre minutes, soulignant que la période d'avertissement pourrait être encore moins longue. Le narrateur, Michael Aspel, a déclaré qu'il pourrait même s'écouler deux minutes entre l'avertissement et l'impact sur une cible. Dans l'adaptation cinématographique de la bande dessinée satirique et naïve de Raymond Briggs, When the Wind Blows, le message d'avertissement fait partie du scénario, ce qui déclenche une dispute entre Jim et Hilda Bloggs. Bien qu'il ne s'agisse pas de l'avertissement préenregistré de Peter Donaldson (qui n'était pas disponible pour des raisons de sécurité nationale et de droits d'auteur), il s'agissait d'une annonce fictive écrite pour des raisons de licence artistique. Il a été lu par Robin Houston, un artiste de la voix off qui était connu à Londres comme lecteur de nouvelles pour Thames Television (qui jouait le rôle de lecteur de nouvelles dans le film).
Le comic d'humour pour adultes Viz a publié dans son numéro 107 une bande de photos intitulée "Quatre minutes pour tomber amoureux", où un petit ami et une petite amie s'immisçaient dans une relation intime pendant les quatre minutes qui ont précédé une attaque nucléaire. L’avertissement de quatre minutes était devenu l’inspiration de nombreuses blagues et sketches dans des programmes humoristiques en Grande-Bretagne, à l’instar du système de radiodiffusion d’urgence aux États-Unis (voir Armes nucléaires dans la culture populaire). Dans un épisode de Only Fools and Horses, "Les Russes arrivent", Delboy et Rodney Trotter vendent des kits d'abri antiatomique et organisent un exercice d'attaque. En route vers leur abri, ils sont arrêtés par la police pour excès de vitesse et demandent: "Vous venez d'entendre l'avertissement de quatre minutes?" Après avoir été renvoyé, Rodney fait remarquer: "Nous sommes morts il y a quarante-cinq secondes." À peu près à la même époque, Naked Video, un programme de l'émission de la BBC en Écosse, diffusait une simulation d'annonce annonçant l'attaque avec une punchline "... sauf pour les téléspectateurs en Écosse".